# 艾迪绥
艾迪绥（Mary Ann Aldersey，1797年6月24日-1868年），第一位来华基督教女传教士，在浙江宁波创办了中国第一所教会女子学校（即日后甬江女子中学的前身）。 
艾迪绥出生于英格兰东南部埃塞克斯郡Chigwell Row富裕的非国教家庭，父亲约瑟夫是当地文具批发商，母亲名叫伊丽莎白。当马礼逊在1824年到1826年回国休假时，艾迪绥向他学习中文，准备参加传教行列。但是在1832年，她的嫂子去世，迫使她担负起照顾她兄弟理查德在伦敦的子女的责任。在这期间，她的朋友玛丽娅·纽厄尔（1827年作为伦敦会传教士前往马六甲，并嫁给传教士郭实腊）鼓励她加入传教行行列。
1837年，艾迪绥作为独立传教士，前往爪哇苏腊巴亚，受到德国平信徒传道人约翰尼斯 Emde (1774-1859) 和他的爪哇妻子的欢迎。她开始学习马来语，并开始向当地华侨传教。在那里为华人女孩开办了一所学校。1843年，她将学校迁往新开放的中国港口城市宁波，该校被称为“宁波女塾”，她在那里工作直到1861年。
她从未加入任何差会，但与伦敦会保持密切联系。学校同事中有些是说汉语的传教士的女儿；至少4人成为传教士的妻子，其中包括戴宝丽娜（Burella Hunter Dyer, 1835年5月31日-1858年8月）和戴马利亚（Maria Jane Dyer, 1837年1月16日-1870年7月23日）姊妹二人，姐姐戴宝丽娜嫁给了后来圣公会主教包尔腾（John Shaw Burdon）；而妹妹戴马利亚，在1857年违背艾迪绥的意愿嫁给了内地会创始人戴德生。另一位女学生Mary Ann Leisk成了华北主教禄赐（William Russell）的妻子。
1861年，艾迪绥宣布退休，将学校交给英国圣公会，前往南澳大利亚的McLaren Vale，和她兄弟一家住在一起。她在那里参与创办了三桥（Tsong Gyiaou）学校。1868年，她在南澳大利亚的McLaren Vale去世。同年，三桥学校扩建为一所女子寄宿学校（今南区战争纪念医院的一部分）。